# Cantenac
Cantenac is een plaats en voormalige gemeente in het Franse departement Gironde (regio Nouvelle-Aquitaine) en telt 1179 inwoners (1999). De plaats maakt deel uit van het arrondissement Lesparre-Médoc. Cantenac is op 1 januari 2017 gefuseerd met de gemeente Margaux tot de gemeente Margaux-Cantenac. 
Château Prieuré-Lichine is gelegen in Cantenac.

## Geografie
De oppervlakte van Cantenac bedraagt 14,3 km², de bevolkingsdichtheid is 82,4 inwoners per km².
De onderstaande kaart toont de ligging van Cantenac met de belangrijkste infrastructuur en aangrenzende gemeenten.

## Demografie
Onderstaande figuur toont het verloop van het inwonertal (bron: INSEE-tellingen).

## Afbeeldingen

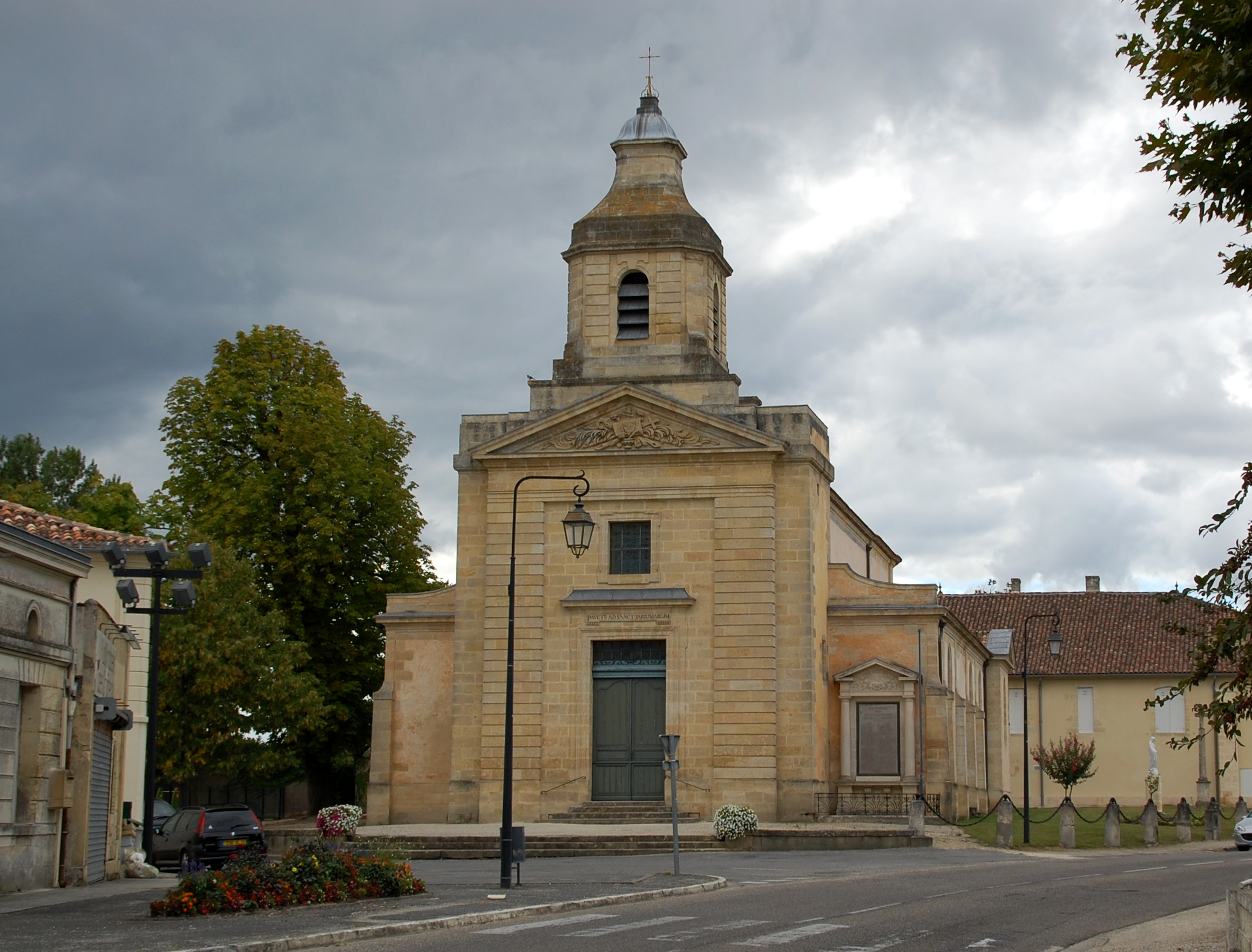
Église Saint-Didier
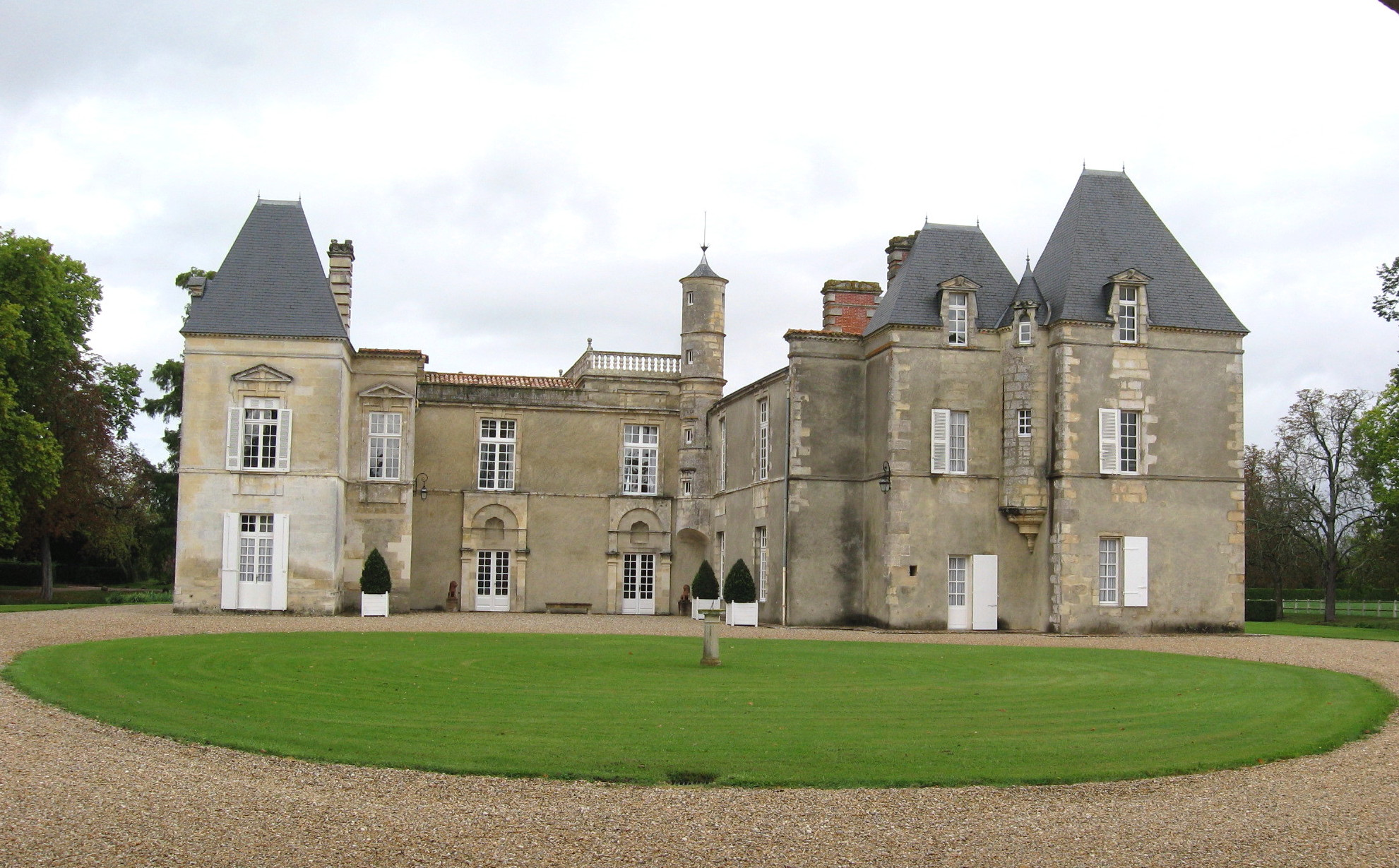
Château d'Issan
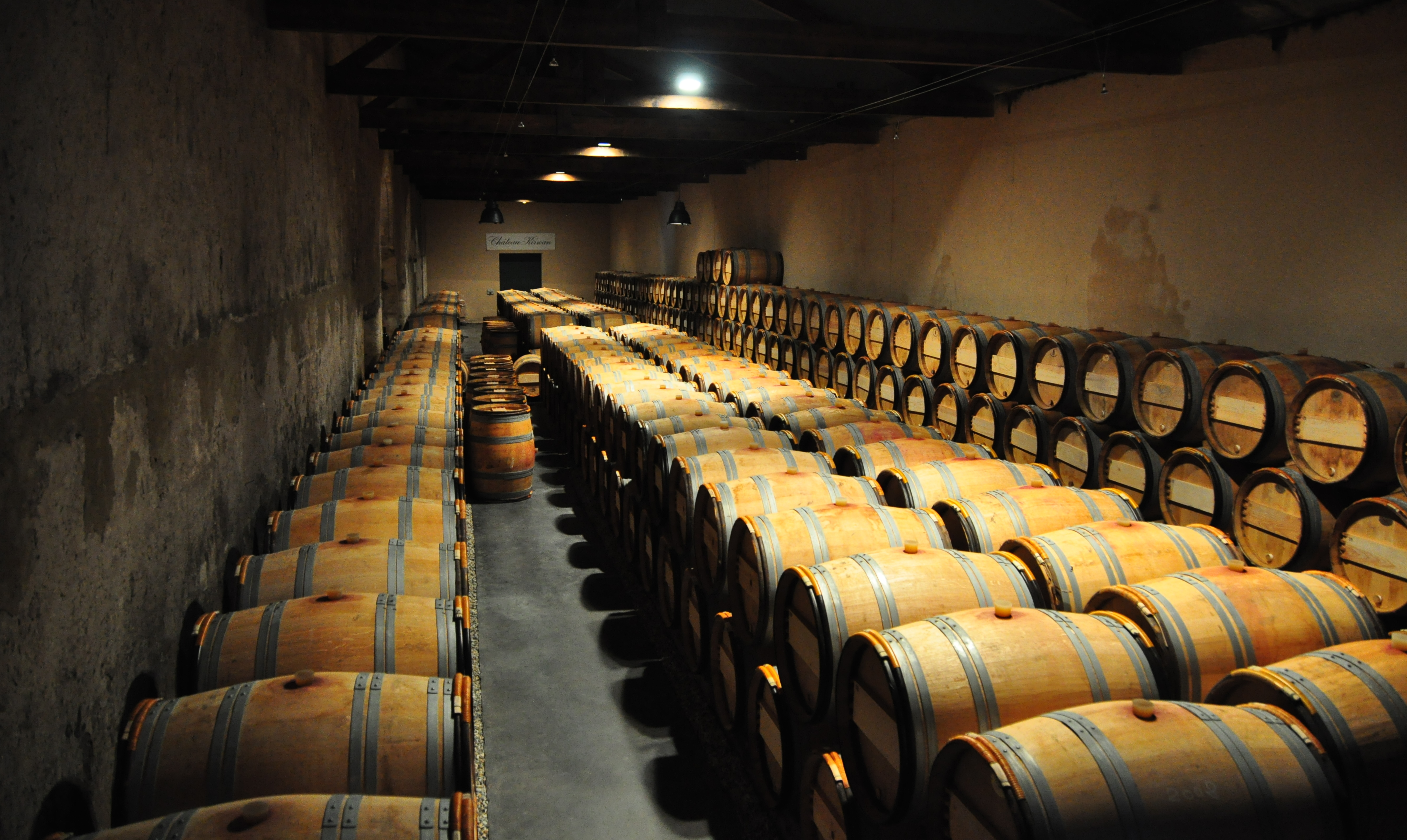
Wijnkelders van Château Kirwan